# Филикуди Порто (Месина)
Филикуди Порто је насеље у Италији у округу Месина, региону Сицилија.
Према процени из 2011. у насељу је живело 307 становника. Насеље се налази на надморској висини од 182 м.